# José Elice
José Manuel Antonio Elice Navarro (Lima, 7 de abril de 1960) es un abogado y político peruano, con nacionalidad italiana. Fue ministro del Interior del Perú en el gobierno de Francisco Sagasti, desde el 7 de diciembre del 2020 hasta el 28 de julio del 2021. Fue también oficial mayor del Congreso de la República del Perú en dos ocasiones.

## Biografía
Nació en la ciudad de Lima el 7 de abril de 1960. Es hijo de José Antonio Elice Morello y de Luz Antonia Navarro Otero. Es también primo de los políticos Carlos Ferrero Costa, Raúl Ferrero Costa, Augusto Ferrero Costa, Eduardo Ferrero Costa y Gino Costa.
Realizó sus estudios escolares en el Colegio San Luis de Barranco. Estudió luego la carrera de Derecho en la Universidad Nacional Mayor de San Marcos, en la cual se graduó en 1991 y obtuvo el título profesional de abogado en 1994. 

## Trayectoria
En las elecciones municipales del año 1980, José Elice fue elegido como regidor de la Municipalidad del distrito de Barranco por el partido Acción Popular para el periodo 1981-1983.  
Trabajó como asesor en distintas comisiones de la Cámara de Diputados del Congreso de la República y luego pasó a formar parte del Servicio Parlamentario. En el Congreso de la República fue director de Procedimientos Parlamentarios (1993), director de Trámite, Agenda y Despacho (1993-1994) así como director general parlamentario (1994-1999). Elaboró del proyecto del actual Reglamento del Congreso de la República.  
Fue designado secretario general de la presidencia de la República del Perú por el presidente Valentín Paniagua, cargo en el que fue ratificado por el presidente Alejandro Toledo y que ejerció hasta el 2002.
En enero del año 2002 fue designado Oficial Mayor del Congreso de la República por el Consejo Directivo presidido por Carlos Ferrero Costa. Ejerció el cargo hasta el año 2003, sin embargo en diciembre de ese mismo año, Elice fue nuevamente designado Oficial Mayor del Congreso por el Consejo Directivo presidido por Henry Pease, cargo al que renunció en el año 2006.
El 31 de julio del 2007 fue designado secretario general de la Presidencia del Consejo de Ministros del Perú por el presidente Alan García, cargo que ejerció durante la gestión de Jorge del Castillo como primer ministro y terminó renunciando el 22 de octubre del 2008.
Fue primer adjunto de la Defensoría del Pueblo del Perú, durante los dos primeros años de la gestión de Walter Gutiérrez.
Se ha desempeñado como docente en la Universidad San Ignacio de Loyola y en la Universidad Antonio Ruiz de Montoya, en ambas universidades dictó los cursos de Derecho constitucional general y Derecho constitucional del Perú. Ha trabajado como consultor internacional en asuntos parlamentarios en Guatemala, Paraguay y Guinea Ecuatorial. 
Postuló al Congreso de la República por el Partido Morado, en calidad de invitado, en las elecciones parlamentarias del 2020; sin embargo, no resultó elegido.   
En varias ocasiones se ha declarado políticamente liberal. Fue becario en las academias de la Internacional Liberal en Portugal (Academia Internacional Libertad y Desarrollo) y Alemania (Academia Theodor Heuss), así como en el curso para operar la base de datos de la Global Legal Information Network (GLIN), en Washington D. C., Estados Unidos de América, y el curso para asesores parlamentarios por el Santa Cruz Institute, en Washington D. C. y Arizona.

### Ministro del Interior
El 7 de diciembre del 2020, Jose Elice fue nombrado como ministro del Interior del Perú por el presidente Francisco Sagasti, en reemplazo del general Cluber Aliaga. 
Durante su gestión se desarrolló un paro agrario, con mayor incidencia en los departamentos de Ica y La Libertad, que incluyó una serie de protestas y bloqueos de carreteras por parte de trabajadores de empresas agroexportadoras. 
El día 30 de diciembre, tres personas fallecieron durante el enfrentamiento entre agentes de la Policía Nacional del Perú y agricultores en la provincia de Virú, entre ellas un menor de 16 años. Los supuestos responsables fueron detenidos de inmediato, y puestos a disposición del Ministerio Público.
El día 31 de diciembre, Elice reconoció ser "el responsable político por las muertes en La Libertad" y anunció que estaba "listo para dejar el cargo". Sin embargo, previa presentación en el Congreso para informar sobre lo sucedido, siguió en la cartera ministerial hasta el final del gobierno en julio del 2021.

## Controversias
En diciembre del año 2019, el fiscal José Domingo Pérez realizó investigaciones a la ONG “Reflexión Democrática", cuyos propietarios son José Elice junto con el abogado José Luis Sardón, con relación a un supuesto financiamiento a candidatos al Congreso de la República de Fuerza Popular, partido político liderado por Keiko Fujimori investigado en el Caso ‘Lava Jato’. Elice intentó justificarse alegando que también se financió a candidaturas de diferentes partidos políticos.
En junio del 2021, causó polémica al decir que los manifestantes a favor del presidente Pedro Castillo podían utilizar machetes de ”forma pacífica”. Ante esto, Elice se justificó diciendo que dijo todo lo contrario.